# Atanasio Ndongo
Atanasio Ndongo Miyono (ur. 1928, zm. 26 marca 1969) – polityk z Gwinei Równikowej.
Urodził się w Egombegombe. Był kuzynem Rafaela Maríi Nze Abuya, pierwszego rodzimego biskupa katolickiego w historii kraju. W młodości seminarzysta. Został wyrzucony z seminarium w Banapie za zorganizowanie strajku domagającego się lepszego odżywiania w placówce. Protest powiązany był z rodzącym się ruchem niepodległościowym, w szczególności z Cruzada Nacional de Liberación de la Guinea Ecuatorial. Ndongo aktywnie włączył się w działalność tej partii, wkrótce przemianowanej na Ruch Wyzwolenia Narodowego Gwinei Równikowej (MONALIGE). Był jej przewodniczącym, w związku zaangażowaniem politycznym zmuszony do udania się na emigrację, przebywał w Algierii i w Gabonie.
Powrócił do Gwinei po przyznaniu jej autonomii przez hiszpańskie władze kolonialne (1964). Zainicjował powstanie partyjnych bojówek w ramach struktur MONALIGE. Brał udział w pracach konferencji konstytucyjnej (1967-1968), której owocem była konstytucja Gwinei Równikowej z 1968. W pierwszej turze wyborów prezydenckich otrzymał przeszło 18 tysięcy głosów. Udzielił następnie poparcia Macíasowi Nguemie. W październiku 1968 objął stanowisko ministra spraw zagranicznych w jego rządzie, zajmował je do początku marca przyszłego roku.
Popadł w niełaskę w wyniku kryzysu dyplomatycznego między Hiszpanią a Gwineą Równikową z 1969, oskarżono go również o przygotowywanie zamachu stanu. Wyrzucony z okien pałacu prezydenckiego, brutalnie pobity, pozostawiony na kilka godzin w pełnym słońcu, następnie wtrącony do więzienia. Zmarł niedługo później w niewyjaśnionych okolicznościach.
Jest współtwórcą (wraz z Saturninem Ibongo Iyangą) hymnu narodowego Gwinei Równikowej.
Podczas pobytu na wychodźstwie w Gabonie poślubił jedną z córek prezydenta Léona M’by. Następnie zawarł również związek małżeński z Marthe Ekemeyong Moumié, wdową po kameruńskim działaczu niepodległościowym Félixie-Rolandzie Moumié. Po uwięzieniu Ndongo, również Moumié została aresztowana. Poddawana torturom, po kilku dopiero latach zbiegła do Kamerunu.